# 27 فبراير
- السبت
- الأحد
- الاثنين
- الثلاثاء
- الأربعاء
- الخميس
- الجمعة

- 12 شعبان 1446  هـ
- 23 شعبان 1446  هـ
- 34 شعبان 1446  هـ
- 45 شعبان 1446  هـ
- 56 شعبان 1446  هـ
- 67 شعبان 1446  هـ
- 78 شعبان 1446  هـ
- 89 شعبان 1446  هـ
- 910 شعبان 1446  هـ
- 1011 شعبان 1446  هـ
- 1112 شعبان 1446  هـ
- 1213 شعبان 1446  هـ
- 1314 شعبان 1446  هـ
- 1415 شعبان 1446  هـ
- 1516 شعبان 1446  هـ
- 1617 شعبان 1446  هـ
- 1718 شعبان 1446  هـ
- 1819 شعبان 1446  هـ
- 1920 شعبان 1446  هـ
- 2021 شعبان 1446  هـ
- 2122 شعبان 1446  هـ
- 2223 شعبان 1446  هـ
- 2324 شعبان 1446  هـ
- 2425 شعبان 1446  هـ
- 2526 شعبان 1446  هـ
- 2627 شعبان 1446  هـ
- 2728 شعبان 1446  هـ
- 2829 شعبان 1446  هـ

27 فبراير أو 27 شُباط أو يوم 27 \ 2 (اليوم السابع والعشرون من الشهر الثاني) هو اليوم الثامن والخمسون (58) من السنة وفقًا للتقويم الميلادي الغربي (الغريغوري). يبقى بعده 307 يومًا لانتهاء السنة، أو 308 يومًا في السنوات الكبيسة.

## أحداث
- 1897 - بريطانيا تعترف بسلطة الولايات المتحدة على نصف الكرة الغربي.
- 1900 - تأسيس حزب العمال البريطاني.
- 1933 - تعرض مبنى الرايخستاغ للحريق.
- 1976 - الإعلان عن قيام الجمهورية العربية الصحراوية الديمقراطية في الصحراء الغربية والتي تقول المغرب إنها أراضي تابعة لها.
- 1983 - بدء العمل في جسر الملك فهد الذي يربط السعودية بالبحرين.
- 1990 - إعادة انتخاب توشيكي كايفو رئيسًا لوزراء اليابان.
- 1991 -
  - الرئيس الأمريكي جورج بوش يعلن رسميًا أن دولة الكويت قد تحررت من الاحتلال العراقي.
  - رفع علم الكويت الحرة وذلك في احتفال أقيم في وسط العاصمة إيذانًا بعودة السلطة الشرعية إلى الكويت.
- 2004 - القوات الإسرائيلية تقتحم المسجد الأقصى خلال صلاة الجمعة مما يؤدي إلى إصابة 24 شخصًا بينهم نساء.
- 2010 - وقوع زلزال في تشيلي بقوة 8.8 حسب مقياس العزم الزلزالي.
- 2011 -
  - الوزير التونسي الأول محمد الغنوشي يستقيل من منصبه، ورئيس الجمهورية المؤقت فؤاد المبزع يكلف الباجي قائد السبسي برئاسة الحكومة.
  - إنشاء المجلس الوطني الانتقالي في ليبيا على إثر إندلاع ثورة 17 فبراير.
- 2015 - اغتيال المُعارض الروسي بوريس نيمتسوڤ في موسكو.
- 2019 -
  - الإعلان عن فوز الرئيس النيجيري مُحمَّد بُخاري بِولايةٍ رئاسيَّةٍ ثالثة بعد أن تفوَّق على مُنافسه عتيق أبو بكر في الانتخابات التي جرت يوم 23 فبراير 2019 وحصد ما نسبته 55.6% من الأصوات.
  - مقتل وإصابة العشرات في حادث اصطدام جرار قطار في محطة رمسيس بالعاصمة المصرية.

## مواليد
- 272 - قسطنطين الأول، إمبراطور الإمبراطورية الرومانية.
- 1547 - الشيخ البهائي، عالم دين وفقيه ورياضياتي وفيلسوف لبناني.
- 1691 - إدوارد كيف، طباع إنجليزي وأول من اقترح فكرة المجلة.
- 1897 - ماريان أندرسون، مغنية أمريكية من أصل أفريقي.
- 1899 - تشارلز بست، عالم طبي كندي.
- 1902 - جون ستاينبيك، أديب أمريكي حاصل على جائزة نوبل في الأدب عام 1962.
- 1912 - لورانس داريل، روائي بريطاني.
- 1929 - جيلما سانتوس، لاعب كرة قدم برازيلي.
- 1932 - إليزابيث تايلور، ممثلة بريطانية.
- 1937 - سمير العصفوري، مخرج مصري.
- 1942 - روبرت غرابز، عالم كيمياء أمريكي حاصل على جائزة نوبل في الكيمياء عام 2005.
- 1943 - كارلوس ألبرتو بيريرا، مدرب كرة قدم برازيلي.
- 1950 - فاطمة الربيعي، ممثلة عراقية.
- 1963 - نهلة رأفت، ممثلة مصرية.
- 1975 - كارولين خليل، ممثلة وفنانة تشكيلية مصرية.
- 1976 - راشد رياض، لاعب كريكيت باكستاني.
- 1978 -
  - معز مسعود، باحث وداعية إسلامي مصري.
  - كاخا كالادزه، لاعب كرة قدم جورجي.
- 1979 - محمد الأحمد، ممثل سوري.
- 1981 - جوش غروبان، مغني أمريكي.
- 1983 -
  - كايت مارا، ممثلة أمريكية.
  - محمد نبوس، صحفي ليبي.
- 1984 - ياسر المسيليم، لاعب كرة قدم سعودي.
- 1985 - دينييار بيلياليتدينوف، لاعب كرة قدم روسي.

## وفيات
- 1930 - جوزيف رايت، لغوي من المملكة المتحدة.
- 1936 - إيفان بافلوف، طبيب روسي حاصل على جائزة نوبل في الطب عام 1904.
- 1958 - لطف علي معدل، سياسي وصحفي إيراني.
- 1974 - نادية سيف النصر، ممثلة مصرية.
- 1989 -
  - كونراد لورنتس، عالم نمساوي في علم الحيوان حاصل على جائزة نوبل في الطب عام 1973.
  - محمود السباع، ممثل مصري.
- 1993 - ليليان غيش، ممثلة أمريكية.
- 1997 - محمد عوض، ممثل مصري.
- 2000 - الشيخ السيد سابق، داعية مصري.
- 2006 -
  - أبو بكر عزت، ممثل مصري.
  - فرينيك بيني، لاعب كرة قدم هنغاري.
- 2011 - نجم الدين أربكان، رئيس وزراء تركيا.
- 2012 - ثروت عكاشة، كاتب وسياسي وعسكري مصري.
- 2015 -
  - غسان مطر، ممثل فلسطيني مصري.
  - بوريس نيمتسوڤ، معارض روسي.
- 2016 - فرج الله سلحشور، مخرج إيراني.

## أعياد ومناسبات
- اليوم الوطني في جمهورية الدومنيكان.

## وصلات خارجية
- وكالة الأنباء القطريَّة: حدث في مثل هذا اليوم.
- النيويورك تايمز: حدث في مثل هذا اليوم.
- BBC: حدث في مثل هذا اليوم.